# Kapela
 Kapela  è un comune della Croazia di 3 516 abitanti della regione di Bjelovar e della Bilogora.